# Xenicus
Xenicus is een geslacht van vogels uit de familie rotswinterkoningen (Acanthisittidae). Het geslacht telt een levende en een uitgestorven soort.

## Soorten
- Xenicus gilviventris Pelzeln, 1867 – Rotswinterkoning
- †  Xenicus longipes (Gmelin, 1789) – Struikwinterkoning